# فیلم در ۲۰۰۱
فیلم در ۲۰۰۱ فیلم‌های پخش شده و اتفاقات سینمایی در ۲۰۰۱ را شامل می‌شود.

## پرفروش‌ترین فیلم‌ها
ده فیلم پرفروش جهانی در ۲۰۰۱:
| رتبه | عنوان                    | پخش‌کننده                     | فروش جهانی   |
| ---- | ------------------------ | ---------------------------- | ------------ |
| ۱    | هری پاتر و سنگ جادو      | برادران وارنر                | $974,755,371 |
| ۲    | ارباب حلقه‌ها: یاران حلقه | نیولاین                      | $883,726,270 |
| ۳    | شرکت هیولاها             | دیزنی                        | $528,773,250 |
| ۴    | شرک                      | دریم‌ورکس                     | $487,853,320 |
| ۵    | یازده یار اوشن           | برادران وارنر                | $450,717,150 |
| ۶    | پرل هاربر                | دیزنی                        | $449,220,945 |
| ۷    | بازگشت مومیایی           | یونیورسال                    | $433,013,274 |
| ۸    | پارک ژوراسیک ۳           | یونیورسال                    | $368,780,809 |
| ۹    | سیاره میمون‌ها            | فاکس قرن بیستم               | $362,211,740 |
| ۱۰   | هانیبال                  | مترو گلدوین مایر / یونیورسال | $351,692,268 |